# Чанги (област)
 Тази статия е за  областта в Сингапур.  Вижте също: Чанги.
Чанги (на китайски: 樟宜) е област в Източен Сингапур.
Понастоящем в Чанги се намират летище и затвор, използван от японците по време на Втората световна война. В Чанги има 2 фериботни терминала. За затвора в Чанги има написана книга - „Цар Плъх“ и едноименния филм.

## Флора и фауна
В Чанги има множество видове тропичеяни растения. По територията на областта има много курортни селища, като туристите идват най-много заради фауната и историческото значение на мястото.

## История
През Втората световна война Чанги изпълнява много важна роля за Оста - военен затвор за пленниците от Съюзниците. Тук е пленник и известният трансплантатор и хирург Майкъл Уудръф.